# Natació sincronitzada als Jocs Olímpics d'Estiu de 2016
La Natació sincronitzada als Jocs Olímpics d'Estiu de 2016 es disputarà entre el 15 i el 20 d'agost al Maria Lenk Aquatic Center a Rio de Janeiro, (Brasil). En total es disputaran dues proves, el duet i l'equip.

## Classificació
Per cada NOC només poden participar un equip o duet per prova.
Per classificar-se en la competició d'equips s'atorgaran places, un total de 8, en funció dels següents criteris:
- Una plaça pel país organitzador (Brasil)
- El millor país en cada Campionat continental a excepció del Campionat Panamericà,que ja és representat per Brasil.
- Els tres millors en el Campionat Preolímpic.

Per classificar-se en la competició de duet s'atorgaran places, un total de 24, en funció dels següents criteris:
- Els ja classificats en la prova per equips tindran dret a una plaça a la prova de duets.
- El millor país en cada Campionat continental.
- Els onze millors en el Campionat Preolímpic.

## Resum de medalles
| Prova          | Or | Plata | Bronze |
| Duet detalls   | RússiaNatalia Ishchenko · Svetlana Romàixina | R.P. de la XinaHuang Xuechen · Sun Wenyan                                                                                         | JapóYukiko Inui · Risako Mitsui |
| Equips detalls | RússiaVlada Chigireva · Natalia Ishchenko · Svetlana Kolesnichenko · Aleksandra Patskevich · Svetlana Romàixina · Alla Shishkina · Maria Shurochkina · Gelena Topilina · Elena Prokofyeva | R.P. de la XinaGu Xiao · Guo Li · Li Xiaolu · Liang Xinping · Sun Wenyan · Tang Mengni · Yin Chengxin · Zeng Zhen · Huang Xuechen | JapóAika Hakoyama · Yukiko Inui · Kei Marumo · Risako Mitsui · Kanami Nakamaki · Mai Nakamura · Kano Omata · Kurumi Yoshida · Aiko Hayashi |

## Medal table
| Posició | País            | Or | Plata | Bronze | Total |
| 1       | Rússia          | 2  | 0     | 0      | 2     |
| 2       | R.P. de la Xina | 0  | 2     | 0      | 2     |
| 3       | Japó            | 0  | 0     | 2      | 2     |
| Total   | Total           | 2  | 2     | 2      | 6     |